# Новицька-Усенко Людмила Василівна
Людмила Василівна Новицька-Усенко (нар. 10 липня 1934, місто Кам'янське Дніпропетровської області) — українська діячка, лікар, ректор Дніпропетровського медичного інституту. Депутат Верховної Ради УРСР 11-го скликання. 
Доктор медичних наук (1971), професор (1971), член-кореспондент Національної академії наук України (1991) і член-кореспондент Національної академії медичних наук України (1993).

## Життєпис
Народилася в родині робітників.
У 1952 — 1958 рр. — студентка Дніпропетровського державного медичного інституту. У 1958 році з відзнакою закінчила лікувальний факультет Дніпропетровського державного медичного інституту.
Член КПРС з 1958 року.
У 1958 — 1962 рр. — лікар-анестезіолог Дніпропетровської обласної клінічної лікарні імені Мечникова. У 1962 році захистила кандидатську дисертацію на тему: «Состояние гемодинамики, функции внешнего дыхания и межуточного обмена при различных видах обезболивания» за спеціальністю «анестезіологія» в Дніпропетровському державному медичному інституті.
У 1962 — 1964 рр. — завідувач відділу анестезіології Дніпропетровської обласної клінічної лікарні імені Мечникова. У 1964—1965 рр. — виконувач обов'язків асистента кафедри хірургії Київського державного медичного інституту імені Богомольця. У 1965—1967 рр. — завідувач відділу анестезіології Дніпропетровської обласної клінічної лікарні імені Мечникова.
У 1967 — 1971 рр. — доцент кафедри загальної хірургії Дніпропетровського державного медичного інституту. В 1971 році захистила докторську дисертацію на тему: «Гемодинамика и кислотно-щелочное равновесие у онкологических больных в связи с премедикацией, обезболиванием и методом ведения послеоперационного периода» в Дніпропетровському державному медичному інституті.
У 1971 — 1973 рр. — професор кафедри загальної хірургії Дніпропетровського державного медичного інституту. У 1973—2008 рр. — завідувач кафедри анестезіології та інтенсивної терапії Дніпропетровського державного медичного інституту. У 1978 — 1981 рр. — проректор з наукової роботи Дніпропетровського державного медичного інституту.
У 1981 — 1996 рр. — ректор Дніпропетровського державного медичного інституту.
У 1985 — 1990 рр. — голова Дніпропетровського товариства тверезості. У 1990—1992 рр. — голова Дніпропетровського відділення Дитячого фонду.
Від 2008 р. — професор кафедри анестезіології та інтенсивної терапії Дніпропетровського державного медичного інституту.

## Доробок
Автор та співавтор близько 600 наукових робіт, з яких 14 монографій, 12 винаходів, 7 патентів, 12 підручників і навчальних посібників.

## Нагороди
- орден Української православної церкви Преподобного Агапіта Печерського ІІІ ступеня (2004)
- медалі
- лауреат премії Уряду Російської Федерації в галузі науки і техніки (1998)
- лауреат Державної премії України в галузі науки і техніки (2000)
- заслужений діяч науки Української РСР (1984)